# Teófilo Ibáñez
Teófilo Ibáñez (* 22. Juli 1907 in Pamplona, Spanien; † 10. März 1986) war ein argentinischer Tangosänger und -komponist.

## Leben
Ibáñez wurde 1928 Refrainsänger (estribillista) im Orchester Roberto Firpos, mit dem er im Teatro Casino debütierte und im gleichen Jahr die ersten Titel beim Label Odeon aufnahm. Bis zum Ende der Zusammenarbeit mit Firpo Ende 1929 entstanden rund 140 Aufnahmen. Danach trat er kurze Zeit im Duo mit Néstor Feria auf. Er ging dann zum Label Víctor. Dort nahm er mit den Orchestern des Hauses auf, dem Orquesta Victor Popular, dem Orqusta Típica Victor, den Los Provincianos, einem von Carlos Marcucci geleiteten Orchester und mit Adolfo Carabelli.
1931 wechselte er zum Label Brunswick. Dort nahm er dreißig Titel mit Edgardo Donato, zwanzig mit Osvaldo Fresedo und weitere mit Julio De Caro und Ricardo Brignolo auf. Nachdem Brunswick nach einem Brand seine Tätigkeit einstellte, kehrte Ibáñez zum Label Victor zurück. Ab 1934 trat er als Solosänger bei Veranstaltungen und im Radio auf. 1938 wurde er Solosänger im Orchester Rodolfo Biagi, mit dem er bis 1939 8 Titel aufnahm. Insgesamt existieren mehr als 260 Aufnahmen mit Ibáñez. Unter seinen Kompositionen wurden La vieja serenata (Text von Sandalio Gómez), El mundo está loco und Siempre soñar populär.

## Aufnahmen
- Lamentos
- Lechuza
- ¿Sos aquella mascarita?
- Despedida
- Sueño de juventud
- Serenata de ayer
- Con tarjeta de cartón
- Gólgota
- Alma de bohemio
- Viejo portón
- Loca de amor
- Lejos de ti
- Campo afuera
- La novena (von Miguel Bonano und Alfredo Bigeschi)
- Derecho viejo